# Marsdenia lucida
Marsdenia lucida är en oleanderväxtart som beskrevs av Michael Pakenham Edgeworth och Madden. Marsdenia lucida ingår i släktet Marsdenia och familjen oleanderväxter. Inga underarter finns listade i Catalogue of Life.